# ベラ・ポーチ
ベラ・ポーチ（Bella Poarch、1997年2月9日 - ）は、フィリピン系アメリカ人のTikToker、YouTuber、歌手。
2024年12月現在、TikTok上にに9440万のフォロワーがおり、カベンネ・ラメ、チャーリー・ダミリオ、ミスター・ビーストに次いで世界第4位のフォロワー数を誇っている。

## 概要
1997年2月9日にフィリピンに生まれ、13歳の時にアメリカのテキサス州に移住。アジア人差別によるいじめを経験した。
2017年にアメリカ海軍に入隊し、3年間所属した。日本とハワイの米軍基地での駐在も経験し、日本駐在時に日本のアニメやファッションのファンとなった。
2020年4月11日にTikTokへの動画投稿を開始。同年8月18日に投稿した、イギリスのラッパーであるミリー・Bの楽曲「M to the B」のリップシンク動画が、TikTok史上最もいいねされた動画となり、一躍インターネット・セレブリティとなった。
2021年5月14日にワーナー・レコードよりシングル『Build a Bitch』をリリースし、歌手デビュー。同曲のミュージックビデオは、公開から1週間でYouTubeにて7500万回再生を記録し、デビューシングルとしての歴代最高記録を更新した。また、5月29日付のBillboard Hot 100で58位、5月28日付の全英シングルチャートで32位にランクインした。